# Jevgenij Minajev
Jevgenij Gavrilovič Minajev (rusky Евгений Гаврилович Минаев; 21. května 1933, Klin, Sovětský svaz – 8. prosince 1993, Klin, Rusko) byl sovětský vzpěrač. V roce 1960 se na olympijských hrách v Římě stal olympijským vítězem ve váhové kategorii do 60 kg. V roce 1956 získal na olympijských hrách v Melbourne stříbrnou medaili.